# Мейнард Смит, Джон
Джон Мейнард Смит (англ. John Maynard Smith; 6 января 1920 — 19 апреля 2004) — английский эволюционный биолог и генетик.
Мейнард Смит прежде всего известен развитием теории игр и её применением к теории эволюции. В 70-х годах развивал концепцию эволюционно стабильной стратегии. Ученик известного генетика Дж. Б. С. Холдейна, он разделял политические взгляды учителя и вступил в Коммунистическую партию Великобритании, которую покинул после подавления восстания в Венгрии 1956 года.
Член Лондонского королевского общества (1977), иностранный член Национальной академии наук США (1982).

### На русском языке
- Дж. Мэйнард Смит Математические идеи в биологии / Перевод с английского А. Д. Базыкина. Под редакцией и с предисловием канд. физ.-мат. наук Ю. И. Гильдермана. — Москва: «МИР», 1970. — С. 15-18, 19-20. — 179 с. — УД 681, 142 : 57 + 61.
- Дж. Мэйнард Смит. Эволюция полового размножения. / Пер. А. Д. Базыкина. М.: Мир. 1981. 271 с.